# Chen Ruolin
Chen Ruolin ((xinès), 12 de desembre de 1992 a Nantong, Jiangsu) és una saltadora xinesa.

## Carrera
Va guanyar les medalles d'or en clavat de 10 metres femení i de clavat sincronitzat de 10 metres als Jocs Olímpics de Beijing 2008 com a part de l'equip de la Xina, després va duplicar el seu rendiment i va obtenir l'or als Jocs Olímpics de Londres 2012.
Al Campionat Mundial de Natació de 2011, celebrat a Xangai, Chen va guanyar dues medalles d'or en clavat de 10 m femení i clavat sincronitzat de 10 m femení (al costat de Wang Hao). Ella es va convertir en la primera clavadista xinesa que obté totes les medalles d'or en els esdeveniments de clavats femenins als Jocs Olímpics, les Copes del Món i els Campionats del Món.